# Escritura yurchen
La escritura yurchen (yurchen:  /dʒu ʃə bitxə/) era el sistema de escritura utilizado para representar la lengua yurchen, hablada por los yurchen, etnia que creó el Imperio Jin en la China nororiental en los siglos XII-XIII. Derivaba de las escrituras kitán (escritura kitán grande y escritura kitán pequeña), que a su vez derivaban de los sinogramas chinos (caracteres chinos). Esta escritura solo se ha descrifrado parcialmente.

## Historia
Los yurchen eran los antepasados del pueblo manchú y su lengua fue la antecesora del manchú. El alfabeto manchú, sin embargo, no deriva de la escritura yurchen.
Después de que los yurchen se rebelaran contra la dinastía Liao de los kitán y tras establecer la nueva dinastía Jin en 1115, mantuvieron el uso de la escritura kitán grande y la escritura kitán pequeña. En 1119 o 1120, Wanyan Xiyin, el "canciller" del previo Imperio Jin, actuando por orden del emperador, Wanyan Aguda, inventó la primera escritura yurchen, conocida como la "escritura grande".
La segunda versión, la llamada "escritura pequeña", fue promulgada en 1138 por el emperador Xizong, y se considera que el propio emperador habría participado en su diseño y elaboración. De acuerdo con el Jin Shi, la escritura yurchen pequeña fue empleada oficialmente por primera vez en 1145.
Durante el reinado del emperador Shizong de Jin (1161–1189) un gran número de libros chinos fueron traducidos y publicados empleando la escritura yurchen. El programa oficial de traducciones se inició en 1164; entre las traducciones se encontraban clásicos confucianos y taoístas, libros de historia, y guías de estudio de los exámenes imperiales Jinshi. Sin embargo, ninguno de esos textos ha llegado hasta nuestros días. La última inscripción conocida en escritura kitán pequeña ha sido fechada en 1171, y la última en escritura kitán grande ha sido fechada como de 1176. Ambas escrituras kitán fueron finalmente reemplazadas del todo por la escritura yurchen en 1191, cuando se suprimieron las primeras por orden del emperador Zhangzong de la dinastía Jin. Como muestra de la popularidad y difusión de la escritura yurchen, se han encontrado numerosos grafitis empleando esta escritura en Bai Ta Pagoda, en Hohhot, Mongolia Interior.
Se tiene confirmación del uso de esta escritura hasta el siglo XV, durante la dinastía Ming: en una estela de 1413 encontrada en Tyr, en el actual Krai de Jabárovsk, y en un diccionario chino-yurchen incluido en el "Diccionario Chino–Bárbaro" (華夷譯語) compilado por la Administración Ming de Traductores (四夷館). La inscripción yurchen más tardía encontrada hasta el presente ha sido datada de 1526.

## Manuscritos
Se desconocía la existencia de manuscritos yurchen en papel o piel hasta 1968, cuando un manuscrito yurchen fue descubierto por E.I. Kychanov en la sede en Leningrado del Instituto de Estudios Orientales (el actual Instituto de Manuscritos Orientales de la Academia Rusa de Ciencias). El manuscrito presenta dos páginas en papel y ha sido fechado en 1217. En 1979 los investigadores chinos Liu Zuichang y Zhu Jieyuan informaron del descubrimiento de un documento de once páginas en escritura yurchen en la base de una estela en Xi'an. El manuscrito contiene 237 líneas (en torno a 2300 caracteres) y se piensa que es una copia del Nüzhen zishu (女真字書, "Libro de caracteres yurchen"), escrito por Wanyan Xiyin.

## Escritura yurchen pequeña
A pesar de la informada por las crónicas existencia de dos escrituras, todo lo encontrado hasta la actualidad parece corresponder con un solo tipo, la supuesta "escritura yurchen grande". La falta de registros de la "escritura yurchen pequeña" ha sido motivo de numerosas teorías. Daniel Kane ha sugerido que escritura grande y pequeña serían puntos en un continuo a lo largo del tiempo. Por su parte Aisin-Gioro Ulhicun considera que breves inscripciones en piezas encontradas en la década de 1970 serían muestra de la escritura yurchen pequeña. Aisin-Gioro cree que la escritura pequeña estuvo probablemente muy poco tiempo en uso, durante los últimos cinco años del reinado del Emperador Xizong.

## Características

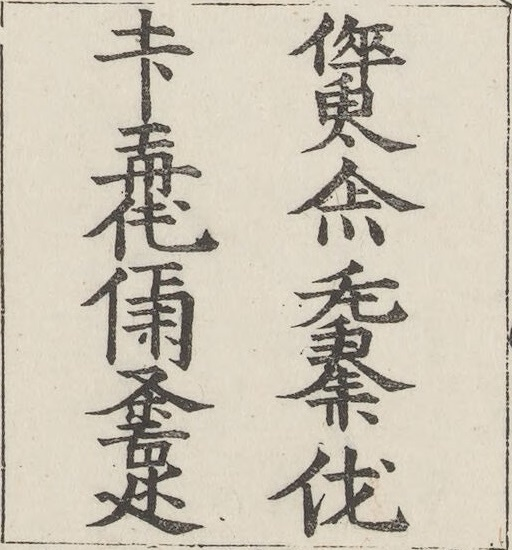
Traducción al yurchen del refrán chino Míngwáng shèn dé, sì yí xián bīn ("明王慎德. 四夷咸賓").

Según el glosario chino-yurchen, la escritura yurchen contiene 720 caracteres, los cuales incluyen una mezcla de logogramas, que representan palabras enteras sin ningún elemento fonético, y fonogramas, que representan sonidos. También utilizaban palabras compuestas de dos o más caracteres.
Los caracteres yurchen tienen un sistema de radicales parecidos a los radicales chinos y también se ordenan de acuerdo con el radical y el número de trazos. La escritura yurchen forma parte de la familia de escrituras chinas.
En el ejemplo de la derecha se ve el texto presente en un medallón con una traducción al yurchen del refrán chino Míngwáng shèn dé, sì yí xián bīn ("明王慎德. 四夷咸賓": "Al sabio rey lleno de virtudes, extranjeros de los cuatro direcciones le visitan como invitados"). Esta imagen se preservó en un catálogo de la dinastía Ming de moldes de bloques de tinta.